# Beverly Road
Beverly Road è una fermata della metropolitana di New York situata sulla linea IRT Nostrand Avenue. Nel 2019 è stata utilizzata da 1 284 232 passeggeri. È servita dalla linea 2 sempre e dalla linea 5 durante i giorni feriali esclusa la notte.

## Storia
La stazione fu aperta il 23 agosto 1920.

## Strutture e impianti
La stazione è sotterranea, ha due banchine laterali e due binari. È posta al di sotto di Nostrand Avenue e non ha un mezzanino, ognuna delle due banchine ospita infatti un gruppo di tornelli con una scala per il piano stradale che porta all'incrocio con Beverly Road.

## Interscambi
La stazione è servita da alcune autolinee gestite da NYCT Bus.
- Fermata autobus